# Longmire Service Station
Pour les articles homonymes, voir Longmire (homonymie).
La Longmire Service Station est une ancienne station-service américaine à Longmire, dans le comté de Pierce, dans l'État de Washington. Construite en 1929 dans le style rustique du National Park Service, elle est protégée au sein du parc national du mont Rainier.
La station fait partie des Longmire Buildings, un ensemble architectural inscrit au Registre national des lieux historiques et classé National Historic Landmark depuis le 28 mai 1987. C'est également une propriété contributrice au district historique de Longmire, quant à lui inscrit au Registre national des lieux historiques depuis le 13 mars 1991. Elle contribue enfin au Mount Rainier National Historic Landmark District établi le 18 février 1997.